# Mir (imię)
Mir – imię męskie pochodzenia słowiańskiego. Powstało jako zdrobnienie imion np: Mirosław, Jaromir, Sławomir, Radomir, Stanimir itd.
Żeński odpowiednik: Mira.